# Бад-Наугайм
Бад-Наугайм (нім. Bad Nauheim) — місто в Німеччині, знаходиться в землі Гессен. Підпорядковується адміністративному округу Дармштадт. Входить до складу району Веттерау.
Площа — 32,55 км2. Населення становить 32 493 ос. (станом на 31 грудня 2020).

## Історія
Перша письмова згадка про поселення на місці Бад-Наугайма датується 900 роком, проте (як вважають історики) поселення тут існувало набагато раніше, адже на цьому місці відбувався промисловий видобуток солі. Сіль видобували до 1959 року.
З XIX століття місто стало курортом, в 1887 році була побудована перша курортна градирня.
В 1854 році Наугайм отримав статус міста, а в 1869 році приставку «Бад» до назви, що говорить про його термальний курортний статус.
Як курорт він функціонував і під час Першої та Другої світових воєн. У II світову тут перебували в полоні багато високопоставлених представників антигітлерівської коаліції. Можливо, завдяки цьому, на місто майже не було повітряних нальотів і воно пережило війну без значних втрат. Місто відвідували багато історичних і коронованих осіб, про що інформують відповідні пам'ятні знаки.
Зараз у Бад-Наугаймі розміщуються багато високоспеціалізованих німецьких клінік.

## Пам'ятки
На височині на околиці міста знаходяться руїни римської сигнальної вежі. Вежу було збудовано на початку II століття при римському імператорові Адріані. Поруч з нею, у декількох метрах стоїть збережена донині католицька церква, побудована в XII столітті, яка в даний час є народною обсерваторією.
У місті проходив службу солдат американської армії, відомий музикант і артист Елвіс Преслі. На той час він вже був дуже відомий і знімав кімнату, а не жив у казармі. Згодом у цій кімнаті було відкрито музей Преслі.

## Персоналії
- Джеймс Піс (*1963) — шотландський композитор
- Елвіс Преслі (1935–1977) — американський співак і актор

## Галерея

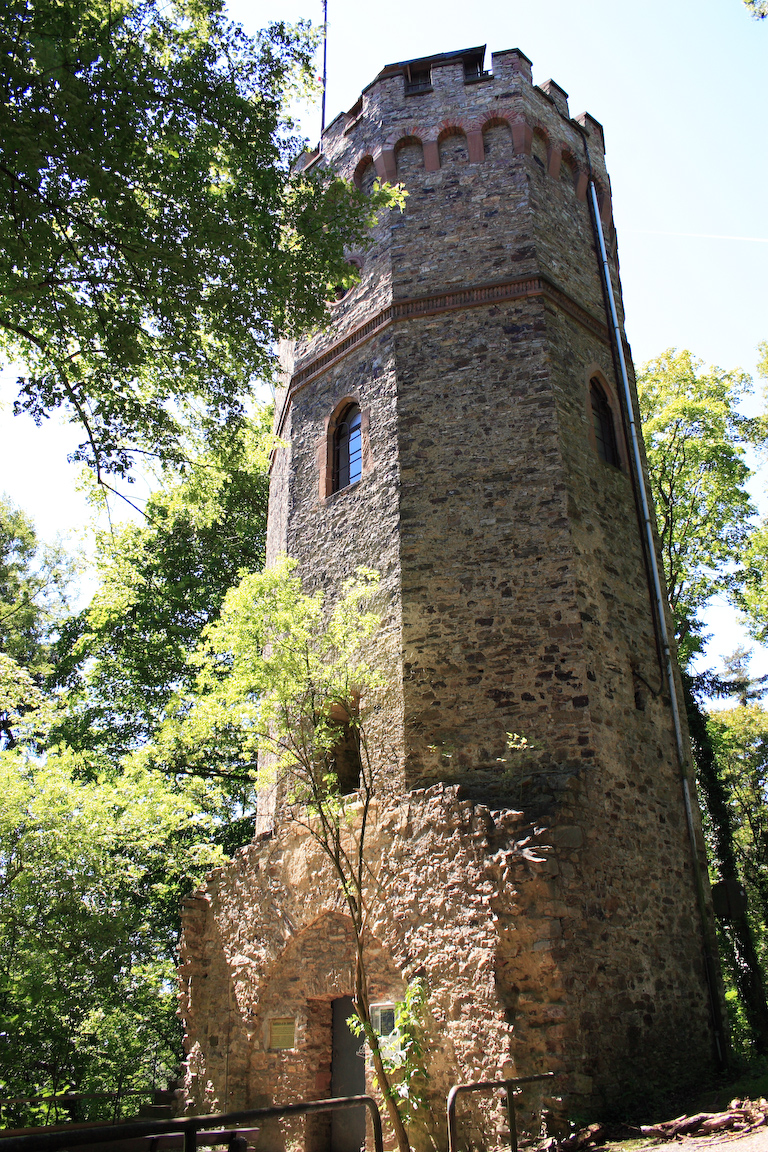
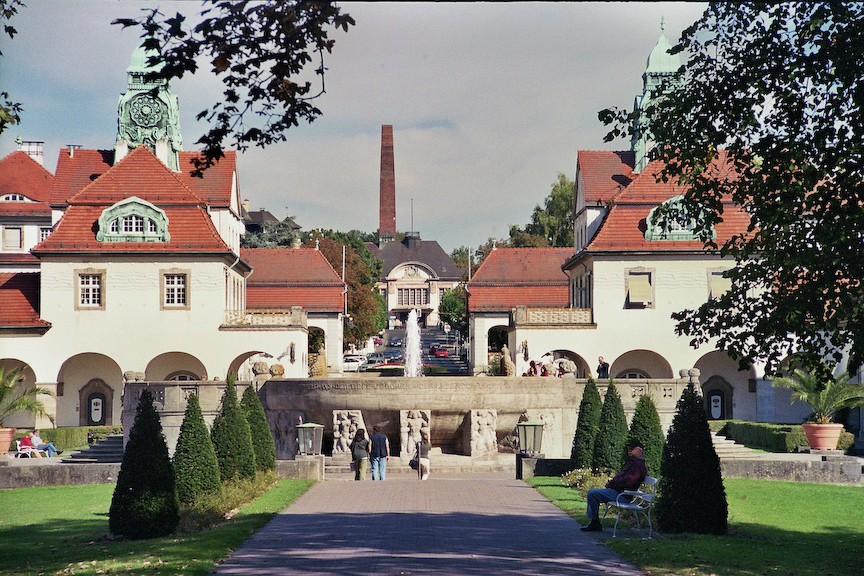
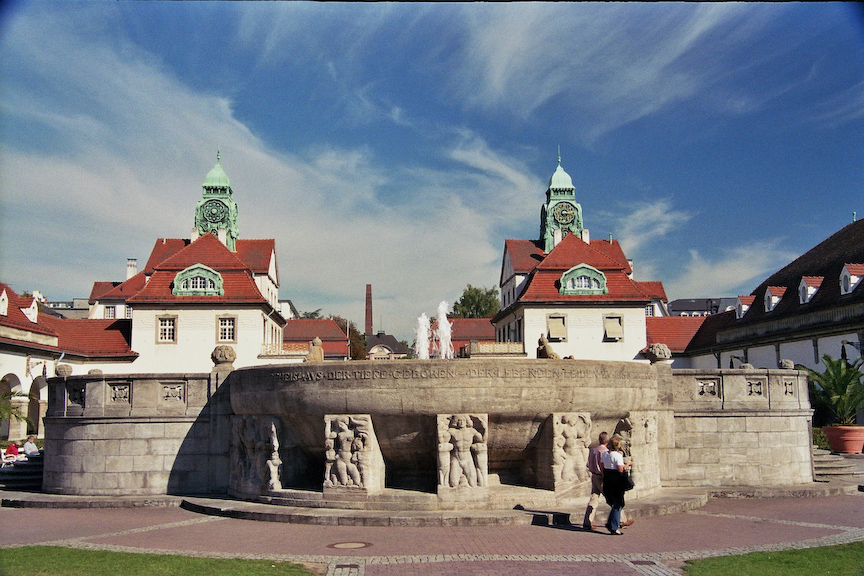
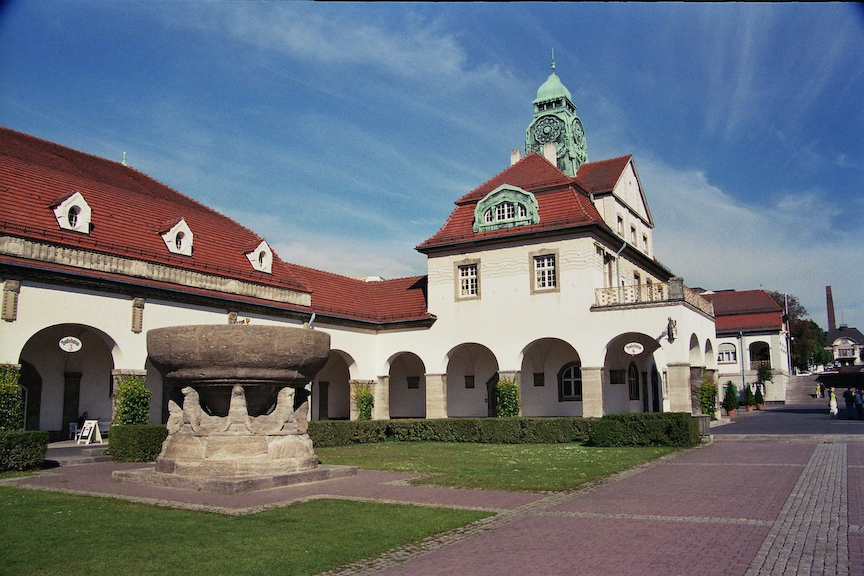
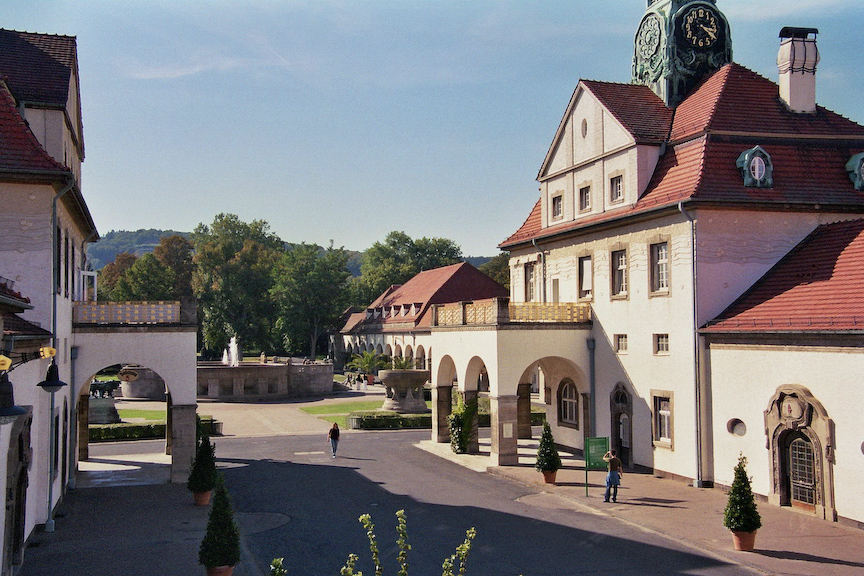
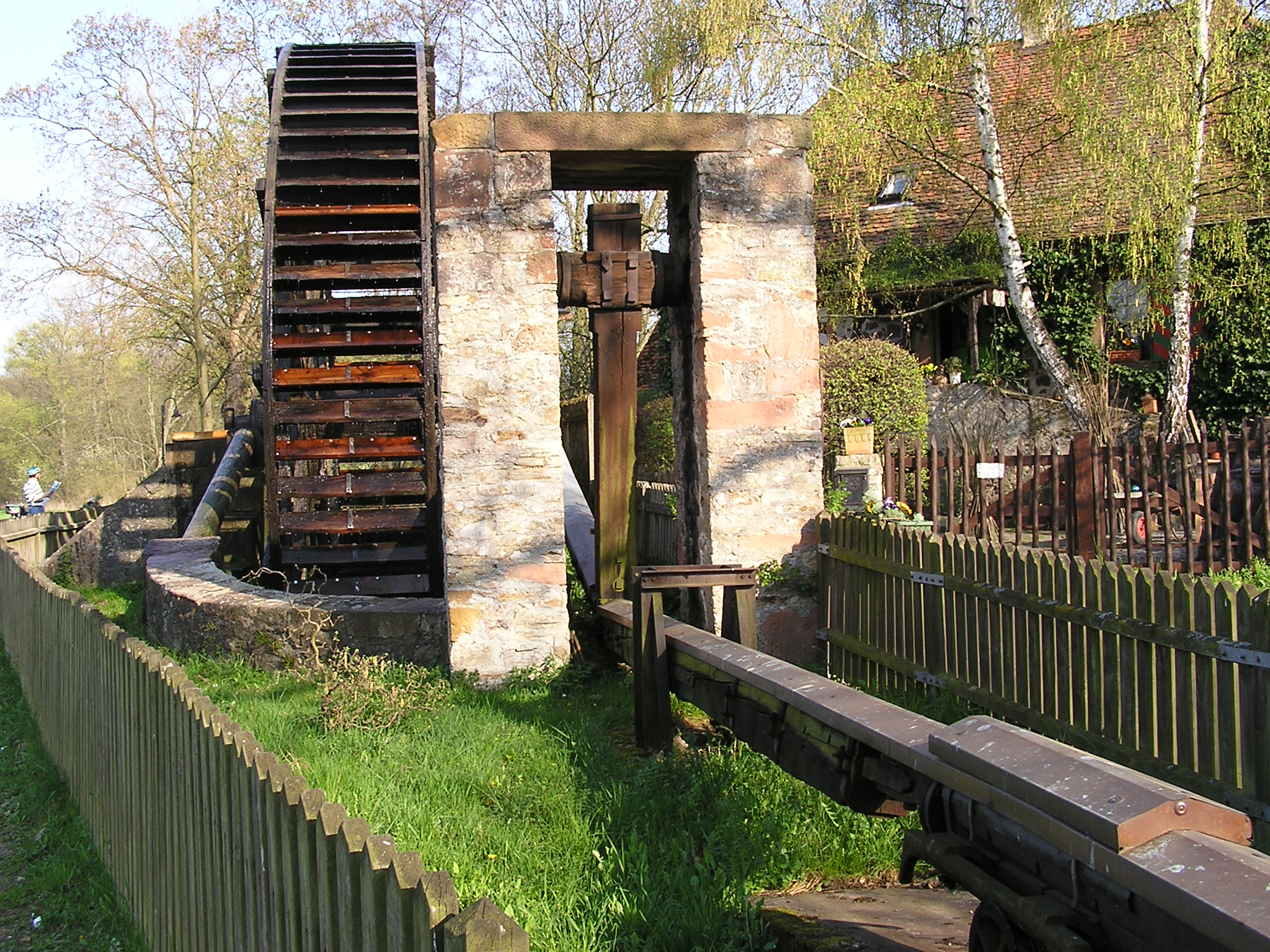